# John Mousinho
John Mousinho, né le 30 avril 1986 à Isleworth, est un ancien défenseur anglais reconverti entraineur de football. Il entraine le Portsmouth FC.
Mousinho a commencé sa carrière de footballeur professionnel à Brentford, après avoir joué pour Chesham United et Notre Dame Fighting Irish. En plus de jouer au foot, il étudiait à l'Université de Notre Dame. Il a passé deux ans et demi à Brentford, avant de rejoindre les Wycombe Wanderers en juin 2008 en tant qu'agent libre. Mousinho a joué régulièrement pour Wycombe pendant deux saisons, et a vécu une promotion et une relégation pendant son séjour au club du Buckinghamshire.
Il a signé pour Stevenage en juin 2010 pour un contrat de deux ans. Lors de sa première saison à Stevenage, Mousinho a aidé le club à acquérir sa deuxième promotions consécutives (de la quatrième à la troisième division). Il a marqué le but vainqueur lors de la finale des barrages de l'EFL League Two  2010-2011, et terminant en tant que meilleur buteur du club pour la saison.
Après une saison perturbée par des blessures, lors de la saison 2011-12, Mousinho a quitté Stevenage et a rejoint Preston North End. Lors de sa dernière saison à Preston, il a été prêté à Gillingham puis de nouveau à Stevenage avant d'être libéré et de rejoindre Burton Albion en juin 2014. Il a joué 127 fois pour Burton sur trois saisons, remportant le titre de League Two lors de sa première saison. Un an plus tard, il participe activement à la promotion  de Burton en Championship un an plus tard. 
En août 2017, il rejoint Oxford United, où il dispute 151 matches avant de terminer sa carrière de joueur en janvier 2023. Tout en jouant, Mousinho est élu président de la PFA en mai 2021, poste qu'il occupe jusqu'en janvier 2023. Peu après, John rejoint Portsmouth en tant qu'entraîneur du club de League One.

## Biographie

### Jeunesse
Né à Isleworth, dans le Grand Londres, Mousinho est d'origine portugaise. Le côté paternel de sa famille est originaire de Lisbonne. Il a grandi en supportant Tottenham et déclare que ses idoles dans le foot football étaient Darren Anderton et Teddy Sheringham après avoir regardé le football offensif joué par Tottenham au début des années 1990.

## Carrière de joueur

### Brentford
Mousinho a rejoint Brentford, entraîné par Martin Allen, au cours de la saison 2005-2006, après son retour des États-Unis où il étudiait et jouait au football à l'Université de Notre-Dame. Il a été recommandé à Brentford par le fils d'Allen, ayant déjà joué pour Chesham United. Il a fait ses débuts à Brentford le 18 octobre 2005 lors d'un match nul 1-1 contre Oxford United pour le compte de l'EFL Trophy, jouant tout le match. Mousinho a fait ses débuts en championnat pour le club deux mois plus tard lors d'une victoire 4-1 à l'extérieur contre Tranmere Rovers le 17 décembre 2005, entrant en jeu à la 76e minute.
Mousinho a été prêté à plusieurs clubs de non-league football  – Woking FC, Slough Town et Yeading FC – au milieu de la saison 2005-2006,. Il n'a fait aucune apparition en équipe première pour Woking, sa période de prêt n'ayant duré que deux semaines. Il a été prêté à Slough Town avec l'accord du Woking FC et a fait ses débuts pour le club lors d'une victoire 2-1 à l'extérieur contre Fisher Athletic, avant de marquer son premier but pour le club lors d'une victoire 3-2 contre Bromley. Mousinho marque à la 58e minute alors que Slough perdait par deux buts d'écart. Slough Town remporte finalement  match sur le score de 3-2. En avril 2006, il a été prêté au club de Conference South Yeading, où il a joué six fois, faisant ses débuts lors de la défaite 4-0 du club contre Basingstoke Town. Martin Allen a déclaré que les prêts de Mousinho étaient « positifs » et que ce n'est « certainement pas la fin de son aventure à Brentford ».
De retour dans à Brentford, Mousinho a joué plus fréquemment au cours de la saison 2006-07. Au départ, il servait de couverture à l'arrière droit  Kevin O'Connor, mais a ensuite joué en tant que milieu de terrain central. Il était également le joueur de champ choisi pour jouer comme gardien de but contre Gillingham le 21 octobre 2006, lorsque Clark Masters a été expulsé, sans gardien de but remplaçant disponible. Le match s'est terminé sur le score de 2–2, Mousinho ayant joué 75 minutes dans le but. Il a joué 39 fois au cours de la saison et a ensuite été récompensé par une prolongation de contrat, jusqu'en juin 2009.
La saison suivante, il a marqué son premier but pour le club lors d'une victoire 2-1 contre Barnet FC le 27 août 2007, marquant après le penalty manqué de Kevin O'Connor. Il a joué 24 fois toutes compétitions confondues, soit 15 fois de moins que lors de la saison précédente du club. À la fin de la saison 2007-08, Mousinho a été transféré par le manager Andy Scott parce qu'il ne figurait pas dans les plans futurs du club et, par conséquent, ses chances en équipe première seraient limitées.

### Wycombe Wanderers
Son contrat a été résilié d'un commun accord le 16 juin 2008. Il a rejoint les Wycombe Wanderers plus tard dans la journée. En rejoignant Wycombe, Mousinho a déclaré : "C'est mon club local depuis que je suis assez jeune, donc je suis venu ici plusieurs fois et c'est l'attrait de cela, plus la chance de travailler avec Peter Taylor, j'ai sauté sur l'occasion". Il a fait ses débuts pour Wycombe lors du match d'ouverture du club de la saison 2008-09, un match nul 1–1 contre Morecambe FC le 9 août 2008. Il a marqué son premier but pour le club une semaine plus tard lors d'une victoire 2-0 à l'extérieur contre Chester City. Grâce à ses performances, Wycombe a déclenché une clause de prolongation d'un an dans son contrat le 7 octobre 2008, le prolongeant au club jusqu'en 2010. Mousinho a marqué son deuxième but de la saison lors du match nul 3–3 de Wycombe contre son ancien club, Brentford, le 14 mars 2009. Il a joué 38 fois dans toutes les compétitions au cours de sa première saison avec le club, marquant deux fois, alors que Wycombe a été promu en League One après avoir terminé à la troisième et dernière place de promotion directe ,.
La saison suivante, il a disputé 41 autres matches, marquant une fois lors d'une défaite 5-2 à domicile contre Brighton le 28 décembre 2009. Cette année, Wycombe est relégué en League Two à la fin de la saison. Au cours de ses deux années à Wycombe, il a joué 79 fois pour le club toutes compétitions confondues, marquant trois buts.

### Stevenage
À la fin de la saison, Mousinho a rejeté une prolongation de contrat à Wycombe, ce qui a conduit son entraîneur, Gary Waddock, à dire "nous voulions garder John, mais il a décidé d'aller ailleurs. Sa destination est secrète". Quelques jours plus tard, le 28 juin 2010, Mousinho a rejoint le club de League Two nouvellement promu Stevenage pour un contrat de deux ans, signant officiellement pour le club le 1er juillet 2010. Mousinho a fait ses débuts à Stevenage lors de la défaite 1-0 du club contre Bradford City lors du deuxième match de la saison du club le 14 août 2010. Il a marqué son premier but pour Stevenage le 9 octobre 2010, égalisant lors d'un match nul 1–1 contre Rotherham. Un mois plus tard, Mousinho a marqué deux fois lors de la victoire 3-0 de Stevenage contre son rival local Barnet.
Mousinho a été expulsé pour la première fois de sa carrière à Stevenage le 30 avril 2011, recevant un carton rouge direct lors de la défaite 2-0 de Stevenage à Northampton. Le carton rouge reçu par Mousinho entraîne une suspension de trois matchs. Stevenage a fait appel de l'expulsion, mais sans succès. Il a ensuite raté le match nul 3-3 du club contre Bury le 7 mai 2011, ainsi que la victoire 3-0 en demi-finale des barrages contre Accrington Stanley. Mousinho est revenu dans la première équipe pour la finale des barrages 2011 contre Torquay United à Old Trafford le 28 mai 2011, un match dans lequel il a marqué le seul but avec une frappe de 20 mètres dans une victoire 1-0. Au cours de sa première saison avec le club, Mousinho a terminé meilleur buteur du club avec huit buts en 44 apparitions.
Mousinho a raté les trois premiers matchs de la saison 2011-2012 de Stevenage en raison d'une blessure au mollet subie pendant la pré-saison. Il est revenu dans la première équipe le 16 août 2011, commençant par une victoire 3-1 à l'extérieur contre Bournemouth, marquant le deuxième but du match de Stevenage sur penalty. Mousinho marque son 2ème but de la saison lors de la victoire 5-1 de Stevenage contre Sheffield, battant le défenseur Rob Jones avec sa vitesse avant de décocher un tir de 20 mètres devant les cages de Richard O'Donnell. Il s'est blessé à un métatarsien au pied droit lors de la victoire 1-0 de Stevenage à l'extérieur contre Hartlepool en FA Cup le 12 novembre 2011, et a ensuite été écarté de l'équipe première pendant six semaines. Mousinho a subi une autre blessure en janvier 2012, lorsque les analyses ont révélé des dommages supplémentaires à l'os métatarsien. Il a fait 23 apparitions au cours d'une saison perturbée par les blessures, marquant trois buts. Trois jours après leur défaite en demi-finale des barrages, le 17 mai 2012, Mousinho a refusé un meilleur contrat et a choisi de quitter le club après deux ans.

### Preston North End
Mousinho a rejoint le club de League One Preston North End sans indemnité de transfert le 29 mai 2012, signant un contrat de deux ans avec le club. Cette décision l'a réuni avec l'ancien manager de Stevenage, Graham Westley. Il a été nommé capitaine du club pour la saison 2012-2013. Mousinho a fait ses débuts pour Preston lors du match d'ouverture le 13 août 2012. Il joue tout le match de son équipe lors de la victoire 2-0 contre Huddersfield alors en Championship à Deepdale pour le compte de la coupe de la ligue. Il a marqué son premier but pour le club le 1er janvier 2013, une tête en première mi-temps et le seul but d'une victoire 1-0 à l'extérieur contre Hartlepool United. Mousinho a fait 29 apparitions au cours de la saison, marquant une fois.
À la suite du limogeage de Westley de Preston plus tôt dans l'année, Mousinho a commencé la saison 2013-2014 après avoir fait trois apparitions pour le club au cours des trois premiers mois de la saison sous la direction du nouveau manager Simon Grayson. Il a ensuite été prêté à un autre club de League One, Gillingham, le 7 novembre 2013, dans le cadre d'un accord de prêt de deux mois. Mousinho a fait ses débuts à Gillingham un jour après avoir signé, disputant un match nul 1–1 à domicile avec Brackley Town en FA Cup. Il a marqué le but vainqueur de Gillingham contre son club, Stevenage le 26 novembre 2013, marquant à la 76e minute d'une victoire 3-2. Mousinho a subi une blessure aux ischio-jambiers lors d'une défaite 4-1 contre Rotherham United quatre jours plus tard et est retourné dans son club parent avant la fin de l'accord de prêt. Il a fait six apparitions au cours de son mois à Gillingham.
Après s'être remis de sa blessure, Mousinho a rejoint Stevenage en prêt pour le reste de la saison le 31 janvier 2014. Cette décision signifiait que Mousinho avait été signé par le manager Graham Westley pour la troisième fois. Il a fait ses deuxièmes débuts pour le club contre Gillingham, le club auquel il avait été prêté plus tôt dans la saison, lors d'une victoire 3-1. Il a marqué une fois pendant la période de prêt, lors d'une victoire 3-1 contre Tranmere Rovers le 8 mars 2014. Mousinho a fait 16 apparitions au cours de son prêt de quatre mois, ne pouvant empêcher la relégation de Stevenage en League Two. Mousinho était l'un des six joueurs libérés par Preston le 20 mai 2014.

### Burton Albion
Après avoir été libéré par Preston, Mousinho a rejoint le club de League Two Burton Albion pour un contrat de deux ans le 6 juin 2014. Le manager Gary Rowett a révélé que Mousinho avait été la principale cible de transfert du club cet été-là.
Il a fait ses débuts à Burton lors du premier match du club de la saison 2014-15, une victoire 1-0 à l'extérieur contre Oxford United. Mousinho a marqué son premier but pour Burton lors de sa cinquième apparition, un égaliseur en seconde période à Newport County le 23 août 2014. Il a été nommé capitaine du club lors de sa première saison avec Burton, faisant 45 apparitions tout au long de la saison alors que le club a été promu en League One après avoir terminé la saison en tant que champion de la League Two,.
Le contrat de Mousinho à Burton a été prolongé d'un an supplémentaire le 15 octobre 2015. Il a joué régulièrement au cours de la saison 2015-2016, faisant 48 apparitions alors que Burton terminait deuxième de League One, ce qui signifie que Mousinho avait aidé le club à remporter deux promotions consécutives au cours de ses deux saisons chez les Brewers.
Il a fait 32 apparitions au cours de la saison 2016-17 alors que Burton est resté dans le championnat après avoir terminé à la 20e place,. Mousinho a déclaré que les célébrations assez silencieuses malgré le maintien du club montraient le chemin parcouru par le club au cours des dernières saisons. Mousinho a cependant poursuivi en déclarant "à certains égards, c'est plus un exploit que d'être promu, c'est plus  difficile de rester en Championship que de sortir de la League One peut-être. C'était un sentiment différent et celui qui prendra un peu de temps à s'imprégner". Au cours de ses trois années au club, Mousinho a fait 127 apparitions et a dirigé le club vers des promotions consécutives de la League Two au Championship.

### Oxford United
Bien qu'il ait débuté lors des deux premiers matches de Burton de la saison 2017-2018, Mousinho n'a pas rejoué pour le reste du mois. Il a quitté Burton d'un commun accord le 31 août 2017, signant le même jour un contrat de deux ans avec Oxford. Le manager de Burton, Nigel Clough, a déclaré qu'il avait informé Mousinho "que s'il avait la possibilité d'obtenir un contrat plus long avec un club qui était également plus au sud et que c'était la meilleure chose pour lui, nous ne lui ferions pas obstacle. Il a été un joueur magnifique pour le club. Ce sera triste de le perdre. Il a fait ses débuts à Oxford United lors d'une victoire 3-0 à domicile contre Gillingham le 9 septembre 2017. À la suite d'une blessure de son coéquipier Curtis Nelson, Mousinho a été nommé capitaine du club le 17 novembre 2017. Il a marqué son premier but pour Oxford lors du dernier match à domicile du club de la saison, sur penalty lors de la victoire 2-1 contre Rochdale le 28 avril 2018. Il a fait 44 apparitions lors de sa première saison avec le club.
Mousinho a fait 43 apparitions au cours de la saison 2018-19, marquant deux fois, en accrochant une 12e place en championnant,.
Mousinho a fait 33 apparitions pour Oxford au cours de la saison 2019-2020, avant que la saison régulière ne soit écourtée en raison de la pandémie de COVID-19 en mars 2020. Il a signé un nouveau contrat d'un an le 30 juin 2020, qui lui a permis de disputer les matches de barrage de la League One, le club ayant terminé à la quatrième place, déterminée sur une base non pondérée de points par match. Il a fait une apparition dans les barrages, alors qu'Oxford a été battu par les Wycombe Wanderers lors de la finale des barrages de l'EFL League One 2020 le 13 juillet 2020,.
Avec « un problème de genou de longue date », Mousinho rechute lors d'un match d'EFL Cup contre Watford au cours du premier mois de la saison 2020-2021. La blessure l'a finalement exclu pendant six semaines, au cours desquelles il faisait partie de l'équipe d'entraîneurs de la première équipe du manager d'Oxford, Karl Robinson,. Il a subi une récidive de sa blessure au genou lors de la victoire 4-0 à domicile contre Northampton. Le 15 décembre 2020 et a subi une intervention chirurgicale en janvier 2021, ce qui signifie qu'il a raté le reste de la saison 2020-2021.
De retour à l'entraînement de pré-saison à Oxford, Mousinho a signé un nouveau contrat de deux ans le 5 juillet 2021, assumant le rôle de joueur-entraîneur.
Après avoir fait 151 apparitions pour Oxford en quatre saisons, Mousinho a quitté le club pour prendre le rôle d'entraîneur à Portsmouth.

## Carrière d'entraîneur

### Portsmouth FC

#### Saison 2022-2023
Mousinho a été nommé entraîneur de Portsmouth, club de troisième division anglaise, le 20 janvier 2023, son premier rôle à ce poste. Il a signé un « contrat à long terme » avec le club. Le directeur général de Portsmouth, Andrew Cullen, a déclaré que le leadership et les capacités de motivation de Mousinho étaient une raison importante derrière sa nomination. Le premier match de Mousinho en tant qu'entraîneur a été une victoire 2-0 contre Exeter City à Fratton Park le 21 janvier 2023. Le club étant positionné à la 15e place de la League One au moment de sa nomination, Portsmouth a terminé la saison 2022-23 à la 8e place après avoir terminé la saison sur une série de 11 matchs sans défaite.

#### Saison 2023-2024
L'invincibilité de Portsmouth s'est prolongée jusqu'à la nouvelle saison et, après avoir guidé son équipe à treize points en cinq matches, il a reçu le prix EFL League One Manager du mois de septembre 2023. Cette bonne forme se poursuit sur le reste de la saison et Portsmouth prend le chemin du titre de champion de troisième division. L'équipe est première du classement depuis début décembre, malgré des mois de décembre et janvier plus en-deçà avec 6 victoires, 3 nuls et 4 défaites et a un regain de forme sur le mois de février enchaînant 4 victoires et un nul. Pour cette bonne performance, Mousinho est désigné entraîneur du mois.
Le 3 avril, Mousinho est nommé parmi les entraîneurs de l'année de l'EFL League One avec Steve Evans de Stevenage et Darren Ferguson de Peterborough United,.

## Style de jeu
Mousinho a passé la première décennie de sa carrière à être jouer en tant que milieu de terrain central. Il a également assuré la couverture à l'arrière droit pendant son séjour à Brentford. Il a fait la transition du milieu de terrain central à défenseur central pendant son séjour à Burton Albion et a passé la saison 2016-17 à jouer dans les deux rôles. Ses compétences en leadership ont été soulignées, Mousinho étant nommé capitaine du club de Burton et d'Oxford.

## Statistiques

### Statistiques de joueur
Le tableau ci-dessous présente les statistiques en carrière de joueur de John Mousinho
| Saison                | Club                  | Championnat              | Championnat | Championnat | Coupe nationale | Coupe nationale | Coupe de la Ligue | Coupe de la Ligue | Total | Total |
| Saison                | Club                  | Division                 | M.          | B.          | M.              | B.              | M.                | B.                | M.    | B.    |
| 2005-2006             | Brentford FC          | League One               | 7           | 0           | 1               | 0               | 1                 | 0                 | 9     | 0     |
| 2006-2007             | Brentford FC          | League One               | 34          | 0           | 1               | 0               | 4                 | 0                 | 39    | 0     |
| 2005-2006             | Brentford FC          | League Two               | 23          | 2           | 0               | 0               | 1                 | 0                 | 24    | 2     |
| Sous-total            | Sous-total            | Sous-total               | 64          | 2           | 2               | 0               | 6                 | 0                 | 72    | 2     |
| 2005-2006             | Woking FC (prêt)      | Conference National      | 0           | 0           | -               | -               | -                 | -                 | 0     | 0     |
| 2005-2006             | Slough FC (prêt)      | SFL Division One Central | 5           | 2           | -               | -               | -                 | -                 | 5     | 2     |
| 2005-2006             | Yeading FC (prêt)     | IL Premier Division      | 6           | 0           | -               | -               | -                 | -                 | 6     | 0     |
| Sous-total            | Sous-total            | Sous-total               | 11          | 2           | -               | -               | -                 | -                 | 11    | 2     |
| 2008-2009             | Wycombe Wanderers     | League Two               | 34          | 2           | 2               | 0               | 2                 | 0                 | 38    | 2     |
| 2009-2010             | Wycombe Wanderers     | League One               | 39          | 1           | 1               | 0               | 1                 | 0                 | 41    | 1     |
| Sous-total            | Sous-total            | Sous-total               | 73          | 3           | 3               | 0               | 3                 | 0                 | 79    | 3     |
| 2010-2011             | Stevenage FC          | League Two               | 39          | 8           | 4               | 0               | 1                 | 0                 | 44    | 8     |
| 2011-2012             | Stevenage FC          | League One               | 21          | 3           | 1               | 0               | 1                 | 1                 | 23    | 4     |
| Sous-total            | Sous-total            | Sous-total               | 60          | 11          | 5               | 0               | 2                 | 0                 | 67    | 11    |
| 2012-2013             | Preston North End     | League One               | 24          | 1           | 2               | 0               | 3                 | 0                 | 29    | 1     |
| 2013-2014             | Preston North End     | League One               | 2           | 0           | 0               | 0               | 1                 | 0                 | 3     | 0     |
| Sous-total            | Sous-total            | Sous-total               | 26          | 1           | 2               | 0               | 4                 | 0                 | 32    | 1     |
| 2013-2014             | Gillingham FC (prêt)  | League One               | 4           | 1           | 2               | 0               | -                 | -                 | 6     | 1     |
| 2014                  | Stevenage FC (prêt)   | League One               | 16          | 1           | -               | -               | -                 | -                 | 16    | 1     |
| Sous-total            | Sous-total            | Sous-total               | 20          | 2           | 2               | 0               | -                 | -                 | 22    | 2     |
| 2014-2015             | Burton Albion         | League Two               | 42          | 2           | -               | -               | 3                 | 0                 | 45    | 2     |
| 2015-2016             | Burton Albion         | League One               | 46          | 0           | 1               | 0               | 1                 | 0                 | 48    | 0     |
| 2016-2017             | Burton Albion         | Championship             | 32          | 0           | 0               | 0               | -                 | -                 | 32    | 0     |
| 2017-2018             | Burton Albion         | Championship             | 1           | 0           | -               | -               | 1                 | 0                 | 2     | 0     |
| Sous-total            | Sous-total            | Sous-total               | 121         | 2           | 1               | 0               | 5                 | 0                 | 127   | 2     |
| 2017-2018             | Oxford United         | League One               | 40          | 1           | 1               | 0               | 3                 | 0                 | 44    | 1     |
| 2018-2019             | Oxford United         | League One               | 35          | 2           | 4               | 0               | 4                 | 0                 | 43    | 2     |
| 2019-2020             | Oxford United         | League One               | 27          | 0           | 1               | 0               | 6                 | 0                 | 34    | 0     |
| 2020-2021             | Oxford United         | League One               | 7           | 0           | -               | -               | 4                 | 0                 | 11    | 0     |
| 2021-2022             | Oxford United         | League One               | 6           | 0           | 1               | 0               | 3                 | 0                 | 10    | 0     |
| 2022-2023             | Oxford United         | League One               | 4           | 1           | 1               | 0               | 3                 | 1                 | 8     | 2     |
| Sous-total            | Sous-total            | Sous-total               | 119         | 4           | 8               | 0               | 23                | 1                 | 150   | 5     |
| Total sur la carrière | Total sur la carrière | Total sur la carrière    | 494         | 27          | 23              | 0               | 43                | 2                 | 560   | 29    |

### Statistiques d'entraîneur
Au 13 octobre 2024
| Saison                | Club                  | Championnat           | Championnat | Championnat | Championnat | Championnat | Coupe nationale | Coupe nationale | Coupe nationale | Coupe nationale | Coupe de la ligue | Coupe de la ligue | Coupe de la ligue | Coupe de la ligue | Total | Total | Total | Total | % Victoires |
| Saison                | Club                  | Division              | M           | V           | N           | D           | M               | V               | N               | D               | M                 | V                 | N                 | D                 | M     | V     | N     | D     | -           |
| --------------------- | --------------------- | --------------------- | ----------- | ----------- | ----------- | ----------- | --------------- | --------------- | --------------- | --------------- | ----------------- | ----------------- | ----------------- | ----------------- | ----- | ----- | ----- | ----- | ----------- |
| 2022-2023             | Portsmouth FC         | League One            | 23          | 10          | 9           | 4           | -               | -               | -               | -               | -                 | -                 | -                 | -                 | 23    | 10    | 9     | 4     | 43,48       |
| 2023-2024             | Portsmouth FC         | League One            | 46          | 28          | 13          | 5           | 1               | 0               | 0               | 1               | 6                 | 3                 | 2                 | 1                 | 53    | 31    | 15    | 6     | 58,49       |
| 2024-2025             | Portsmouth FC         | Championship          | 9           | 0           | 5           | 4           | 0               | 0               | 0               | 0               | 1                 | 0                 | 0                 | 1                 | 10    | 0     | 5     | 5     | 0           |
| Sous-total Portsmouth | Sous-total Portsmouth | Sous-total Portsmouth | 78          | 38          | 22          | 13          | 1               | 0               | 0               | 1               | 7                 | 3                 | 2                 | 2                 | 86    | 41    | 29    | 15    | 47,67       |
| Total sur la carrière | Total sur la carrière | Total sur la carrière | 78          | 38          | 22          | 13          | 1               | 0               | 0               | 1               | 7                 | 3                 | 2                 | 2                 | 86    | 41    | 29    | 15    | 47,67       |

## Palmarès

### En tant que joueur
- Vainqueur des playoffs de League Two (D4) en 2011 avec Stevenage[83].

- Champion de League Two (D4) en 2015 avec Burton Albion[48].

### En tant qu'entraîneur

#### En club
- Champion de League One (D3) en 2024[84].

#### Personnel
- Entraîneur du mois d'EFL League One en septembre 2023[85] et février 2024[86].
- Entraîneur de la saison d'EFL League One 2023-2024[87].